# Bratčice (district de Kutná Hora)
Pour les articles homonymes, voir Bratčice.
Bratčice (en allemand : Bratschitz) est une commune du district de Kutná Hora, dans la région de Bohême-Centrale, en République tchèque. Sa population s'élevait à 380 habitants en 2020.

## Géographie
Bratčice se trouve à 7 km au sud-sud-est de Čáslav, à 16 km au sud-est de Kutná Hora et à 76 km à l'est-sud-est de Prague.
La commune est limitée par Potěhy et Horky au nord, par Hostovlice et Okřesaneč à l'est, par Podmoky au sud, et par Vlkaneč et Adamov à l'ouest.

## Histoire
La première mention écrite de la localité date de 1126.